# Episodi di Taxi (prima stagione)
La prima stagione della serie televisiva Taxi è stata trasmessa in anteprima negli Stati Uniti d'America dalla ABC tra il 12 settembre 1978 e il 15 maggio 1979.
| nº | Titolo originale                              | Titolo italiano | Prima TV USA      | Prima TV Italia |
| -- | --------------------------------------------- | --------------- | ----------------- | --------------- |
| 1  | Like Father, Like Daughter                    |                 | 12 settembre 1978 |                 |
| 2  | One-Punch Banta                               |                 | 19 settembre 1978 |                 |
| 3  | Blind Date                                    |                 | 26 settembre 1978 |                 |
| 4  | Bobby's Acting Career                         |                 | 5 ottobre 1978    |                 |
| 5  | Come as You Aren't                            |                 | 10 ottobre 1978   |                 |
| 6  | The Great Line                                |                 | 17 ottobre 1978   |                 |
| 7  | High School Reunion                           |                 | 24 ottobre 1978   |                 |
| 8  | Paper Marriage                                |                 | 31 ottobre 1978   |                 |
| 9  | Money Troubles                                |                 | 14 novembre 1978  |                 |
| 10 | Men Are Such Beasts                           |                 | 21 novembre 1978  |                 |
| 11 | Memories of Cab 804 (Part 1)                  |                 | 28 novembre 1978  |                 |
| 12 | Memories of Cab 804 (Part 2)                  |                 | 5 dicembre 1978   |                 |
| 13 | A Full House for Christmas                    |                 | 12 dicembre 1978  |                 |
| 14 | Sugar Mama                                    |                 | 16 gennaio 1979   |                 |
| 15 | Friends                                       |                 | 30 gennaio 1979   |                 |
| 16 | Louie Sees the Light                          |                 | 6 febbraio 1979   |                 |
| 17 | Elaine and the Lame Duck                      |                 | 13 febbraio 1979  |                 |
| 18 | Bobby's Big Break                             |                 | 15 febbraio 1979  |                 |
| 19 | Mama Gravas                                   |                 | 27 febbraio 1979  |                 |
| 20 | Alex Tastes Death and Finds a Nice Restaurant |                 | 6 marzo 1979      |                 |
| 21 | Hollywood Calling                             |                 | 8 maggio 1979     |                 |
| 22 | Substitute Father                             |                 | 15 maggio 1979    |                 |